# Polybotrya alfredii
Polybotrya alfredii är en träjonväxtart som beskrevs av Alexander Curt Brade. Polybotrya alfredii ingår i släktet Polybotrya och familjen Dryopteridaceae. Inga underarter finns listade.